# コイネー
コイネー（コイネー・ギリシア語: ἡ κοινή διάλεκτος：エ・キネ・デャレクトス、古代ギリシア語: Κοινὴ Ἑλληνική：コイネー・ヘッレーニケー、ギリシア語: Ελληνιστική Κοινή：エリニスティキ・キニ）は、アレクサンドロス大王の帝国とその後継であるヘレニズム諸国で公用語として使用されたギリシア語。コイネーは「共通の」という意味で、古代ギリシア語のアッティカ方言とイオニア方言を基盤としており、現代ギリシア語の基礎となった。
なお、文脈によっては（社会的、地域的その他の）方言が他の方言と影響を及ぼしあうなどして成立し、より広い範囲で通用するようになったことば全般を指すこともある。この意味でのコイネーについては、コイネー言語も参照。

## 歴史
マケドニア王国ではもともと古代マケドニア語が使われていたが、コイネーに取って代わられた。コイネーは、マケドニアが外交言語として採用したアッティカ方言に、イオニア方言をはじめとする他の方言が混入し、変化と単純化が起こって形成された言語である。
ヘレニズム諸国がローマ帝国に征服された後も東地中海世界の共通語として機能し、新約聖書もこれで書かれた。ローマ帝国分裂後も東ローマ帝国で公用語、通商語として話され、中世ギリシア語（東ローマ帝国時代のギリシア語）を経て現代ギリシア語の基礎となった。
コイネーは後1世紀頃からはじまる音韻構造の移行の特徴を有しており、現代ギリシア語の発音とその語彙形態素はコイネーのそれと基本的に同一のものである。
コイネーの主な使用者として、パウロと福音書記者たちをはじめとする新約聖書の著者たちのほか、ポリュビオス、シケリアのディオドロス、ストラボン、プルタルコス、エピクテトス、アルテミドロス、アポロドーロス、ウェッティウス・ウァレンスらがいる。

## 聖書との関係
新約聖書はコイネーの時代に書かれた。さらに、アレクサンドリアで作られた七十人訳聖書と、紀元2世紀前半のキリスト教著作に密接に関連している。
新約聖書のコイネーは、同一時代の文書に比べて文体が異なっているが、文学的でない日常語のパピルス文書とは一致している。さらに、新約聖書はヘブル語、アラム語等のセム語の影響を強く受けている。

## 通時言語学的な「コイネー」への変遷の音韻変化
| アッティカ方言  | コイネー、現代ギリシア語 | 意味     |
| -ττ-            | -σσ-                     |          |
| --------------- | ------------------------ | -------- |
| γλῶττα          | γλῶσσα                   | 舌       |
| φυλάττω         | φυλάσσω                  | 監視する |
| τέτταρες        | τέσσαρες                 | 四       |
| -ρρ-            | -ρσ-                     |          |
| ἄρρην           | ἄρσην                    | 雄       |
| -εως            | -αος                     |          |
| νεώς            | ναός                     | 宮、社   |
| λεώς            | λαός                     | 民       |
| λεώς (複数対格) | λαούς                    | 人民を   |
| -αα             | -αια                     |          |
| ἐλάα            | ἐλαία                    | オリーブ |